# Phyllonoma weberbaueri
Phyllonoma weberbaueri är en järneksväxtart som beskrevs av Adolf Engler. Phyllonoma weberbaueri ingår i släktet Phyllonoma och familjen Phyllonomaceae. Inga underarter finns listade i Catalogue of Life.